# Dasineura gentneri
Dasineura gentneri är en tvåvingeart som först beskrevs av Pritchard 1953.  Dasineura gentneri ingår i släktet Dasineura och familjen gallmyggor. Inga underarter finns listade i Catalogue of Life.